# Parafia Zesłania Ducha Świętego w Czyszkach
Parafia Zesłania Ducha Świętego w Czyszkach − parafia rzymskokatolicka znajdująca się w archidiecezji lwowskiej w dekanacie Mościska.
Parafia nie posiada własnego proboszcza i jest administrowana dojazdowo przez proboszcza z parafii w Strzelczyskach.